# 聊城山陕会馆
36°26′19″N 115°58′30″E / 36.43861°N 115.97500°E
聊城山陕会馆位于中国山东省聊城市东昌府区东关大街，1988年被列为第三批全国重点文物保护单位。
聊城山陕会馆由旅居聊城的山西、陕西客商捐资兴建，始建于清乾隆八年（1743年），至嘉庆十四年（1809年）形成现有规模。总占地3848平方米，坐西朝东，中轴线上有山门、戏楼、中献殿、关帝庙和春秋阁。